# West New York
West New York ist eine Town im Hudson County, New Jersey in den USA. Das U.S. Census Bureau hat bei der Volkszählung 2020 eine Einwohnerzahl von 52.912 ermittelt. West New York zählt zu den am dichtesten besiedelten Gemeinden in den Vereinigten Staaten.

## Geographie
Die geographischen Koordinaten der Stadt sind 40°47'18" nördliche Breite und 74°0'47" westliche Länge.
Nach den Angaben des United States Census Bureaus hat die Stadt eine Gesamtfläche von 3,4 km2, wovon 2,6 km2 Land und 0,8 km2 (23,48 %) Wasser ist.

## Demographie
Nach der Volkszählung von 2000 gibt es 45.768 Menschen, 16.719 Haushalte und 11.034 Familien in der Stadt. Die Bevölkerungsdichte beträgt 17.324,6 Einwohner pro km2. 60,09 % der Bevölkerung sind Weiße, 3,55 % Afroamerikaner, 0,67 % amerikanische Ureinwohner, 2,93 % Asiaten, 0,03 % pazifische Insulaner, 25,16 % anderer Herkunft und 7,57 % Mischlinge. 78,74 % sind Latinos unterschiedlicher Abstammung.
Von den 16.719 Haushalten haben 31,1 % Kinder unter 18 Jahre. 41,9 % sind verheiratete, zusammenlebende Paare, 16,9 % sind alleinerziehende Mütter, 34,0 % sind keine Familien, 27,5 % bestehen aus Singlehaushalten und in 11,3 % der Haushalte sind die Menschen älter als 65. Die Durchschnittshaushaltsgröße beträgt 2,74, die Durchschnittsfamiliengröße 3,30.
22,3 % der Bevölkerung sind unter 18 Jahre alt, 10,9 % zwischen 18 und 24, 34,1 % zwischen 25 und 44, 19,9 % zwischen 45 und 64, 12,7 % älter als 65. Das Durchschnittsalter beträgt 34 Jahre. Das Verhältnis Frauen zu Männer beträgt 100:96,4, für Menschen älter als 18 Jahre beträgt das Verhältnis 100:94,5.
Das jährliche Durchschnittseinkommen der Haushalte beträgt 31.980 USD, das Durchschnittseinkommen der Familien 34.083 USD. Männer haben ein Durchschnittseinkommen von 26.703 USD, Frauen 22.326 USD. Das Prokopfeinkommen der Stadt beträgt 16.719 USD. 18,9 % der Bevölkerung und 16,1 % der Familien leben unterhalb der Armutsgrenze, davon sind 25,4 % Kinder oder Jugendliche jünger als 18 Jahre und 22,3 % der Menschen sind älter als 65.

## Einwohnerentwicklung
| Jahr | Einwohner¹ |
| ---- | ---------- |
| 1980 | 39.194     |
| 1990 | 38.125     |
| 2000 | 45.768     |
| 2010 | 49.708     |
| 2020 | 52.912     |

¹ 1980 – 2020: Volkszählungsergebnisse

## Wirtschaft
Die geplante Formel-1-Rennstrecke New Jersey liegt im Stadtgebiet von West New York und Weehawken. Auf der Strecke sollte ab 2013 der Große Preis von Amerika ausgetragen werden, bisher wurde das Projekt aber noch nicht verwirklicht.

## Persönlichkeiten
- Katrina Law (* 1985), Schauspielerin